# Élections générales sud-africaines de 1970
Les élections générales sud-africaines du 22 avril 1970 ont été marquées par la 6e victoire consécutive du parti national et par la première victoire de John Vorster en tant que premier ministre d'Afrique du Sud. 
Il s'agit de la première élection à La chambre de l'assemblée du parlement de 166 membres où la totalité des électeurs et des élus sont issus de la population blanche d'Afrique du Sud et ce, en raison de la suppression en 1968 des 4 députés représentant l'électorat coloured de la province du Cap.

## Mode de scrutin
En application du South Africa Act modifié et de la nouvelle loi constitutionnelle de 1961, seuls les blancs d'Afrique du Sud, âgés de plus de 18 ans, émargent sur les listes électorales à l'exception de ceux reconnus coupables de trahison, de meurtre, d'activités pro-communistes ou terroristes et s'ils ont subi une peine d'emprisonnement pour ces motifs. Le vote n'est pas obligatoire.
Le mode de scrutin, appliqué depuis la formation de l'Union de l'Afrique du Sud en 1910, reste celui du scrutin uninominal majoritaire à un tour dans 166 circonscriptions. Un candidat peut se présenter simultanément dans 2 circonscriptions mais doit démissionner de l'un des deux sièges s'il est élu dans chacune d'elles. Une élection partielle est alors organisée.
Pour la première fois, plus aucune population de couleurs ne participe à ces élections. Désormais, les coloureds n'élisent plus que des représentants au « Conseil représentatif des gens de couleur » comportant 40 membres élus et 20 membres nommés. Ces élections, qui ont eu lieu le 25 septembre 1969, ont fait apparaître une majorité anti-apartheid chez les élus. 
| Provinces        | province du Cap | Natal | Etat libre d'Orange | Transvaal | Sud-Ouest africain | Total |
| ---------------- | --------------- | ----- | ------------------- | --------- | ------------------ | ----- |
| Nombre de sièges | 54              | 18    | 15                  | 73        | 6                  | 166   |

## Forces politiques en présence à la veille des élections législatives anticipées
Le Parti national est au pouvoir depuis les élections de 1948. Il est dirigé par John Vorster lequel a succédé à Hendrik Verwoerd à la suite de son assassinat en septembre 1966.  
Son opposition parlementaire est toujours scindée en 2 groupes avec d'un côté le parti uni (UP) et de l'autre côté le parti progressiste. 
Le parti national doit aussi faire face à une dissidence conservatrice menée par Albert Hertzog qui estime que Vorster s'éloigne des principes de l'apartheid verwoerdien. Ce conflit est symptomatique des mutations sociales et économiques qui ont affecté les Afrikaners depuis l'arrivée au pouvoir du parti national en 1948. Autrefois majoritairement ruraux, ils se sont urbanisés à 88 % constituant une classe moyenne blanche préoccupée par sa qualité de vie. Une nouvelle classe aisée composée de financiers, de hauts-fonctionnaires et de chefs d'entreprises afrikaners a également émergé. Plus ouvert sur le monde, ses aspirations sont de plus en plus éloignées des préoccupations d'un électorat rural et ouvrier, lequel se considère exposé en premier chef à tout aménagement ou assouplissement de l'apartheid. 
La rupture est finalement consommée et en septembre 1969, Hertzog fonde avec 3 autres députés le parti national reconstitué. Craignant d'être débordé sur sa droite et pour empêcher le nouveau parti de s'organiser efficacement sur le terrain, Vorster provoque des élections législatives anticipées afin de marginaliser Hertzog et ses partisans.

## Contexte électoral
En 1970, l'Afrique du Sud fait face à de fortes contestations sur la scène régionale et internationale. Son glacis protecteur constitué de la Rhodésie, du Sud-Ouest africain et des colonies portugaises d'Angola et du Mozambique sont en proie à de vives tensions politiques et raciales quand ils ne sont pas en pleine guerre d'indépendance. L'opposition extra-parlementaire telle que le congrès national africain survit en exil ou dans la clandestinité. L'opposition parlementaire reste divisée entre conservateurs et réformistes.
Ces élections ont la particularité d'être déclenchées avant le terme de la mandature législative. Le parlement est ainsi dissous le 2 mars 1970, laissant 11 jours aux partis pour présenter leurs candidats. 
Sur les 407 candidats qui se présentent pour tenter de ravir l'un des 166 sièges (réservés au vote des blancs), 149 sont présentés par le parti uni, 145 par le parti national, 80 par le parti national reconstitué (dont 4 députés sortants), 19 par le parti progressiste et 14 se présentent en tant que candidats indépendants.
Le programme du parti national est axé sur le maintien de l'ordre, la sécurité intérieure et extérieure, l'unité de la population blanche et l'indépendance économique. Le Parti national mène une campagne autour du thème de la nécessité de poursuivre et mener à terme le « développement séparé » des différents groupes de population d'Afrique du Sud, précisant que l'Afrique du Sud resterait fidèle à sa tradition de continuer à distinguer en matière de sport, les blancs et les non-blancs. 

Pour Hertzog et ses partisans du parti national rénové, la campagne s'organise autour de thèmes centrés sur le maintien de la prééminence des Afrikaners en Afrique du Sud et la défense de leur identité nationale (refus de l'immigration, renforcement de l'apartheid) au sein d'une société calviniste où la seule langue officielle serait l'Afrikaans.

Si le Parti uni approuve la politique de développement séparé mais souhaite qu'elle soit appliquée avec plus d'humanité, il propose l'adoption d'une constitution fédérale qui permettrait aux non-blancs d'être représentés au Parlement par des députés et des sénateurs consacrés à défendre leurs intérêts. 

De son côté, le parti progressiste réaffirme son opposition à  la politique de développement séparé, au motif qu'elle met en danger le développement économique de l'ensemble du pays et porte atteinte aux libertés individuelles.
La campagne électorale, qui débute au début du printemps, est marquée par un certain nombre d'affrontements entre les partisans du parti national et ceux du parti national reconstitué d'Hertzog dont les candidats ont les plus grandes difficultés à pouvoir mener des réunions électorales.

## Résultats
Alors que la participation électorale atteint 69,8 % des électeurs inscrits sur l'ensemble des 166 circonscriptions (74,4 % sur les 155 circonscriptions où l'élection fut l'objet d'une compétition électorale), le Parti national perd pour la première fois des sièges depuis 1948 tout en augmentant son nombre d'électeurs. Parmi les nouveaux élus figurent Chris Heunis et Pik Botha, lequel remporte la circonscription de Wonderboom face au député sortant, Willie Marais, rallié au parti national reconstitué. Les circonscriptions perdues (Floride, Benoni, Jeppes, Turffontein, Umhlatuzana, Zululand, Port Elizabeth central et Maitland) sont remportées par le parti uni. 
Le parti national reconstitué d'Hertzog n'obtient aucun élu. 
Helen Suzman est pour sa part réélue dans la circonscription de Houghton à Johannesbourg. 
Onze candidats sont automatiquement élu n'ayant pas eu à affronter d'adversaires dans leurs circonscriptions.